# Hans Joachim Jesdinsky
Hans Joachim Jesdinsky (* 27. Januar 1931, Düsseldorf; † 30. Oktober 1986, im Tessin) war ab 1975 Professor für Biomathematik und Statistik an der Universität Düsseldorf.

## Leben
Jesdinsky studierte Medizin in Bonn bei August Wilhelm von Eiff sowie in Köln und Innsbruck und wurde daraufhin 1956 an der Universität Bonn bei Paul Martini zum Dr. med. promoviert. Er habilitierte sich 1969 bei Edward Walter am Institut für Medizinische Statistik und Dokumentation der Universität Freiburg und arbeitete dort an Versuchsplanungen in Laboratorium und Klinik. Danach arbeitete Jesdinsky zwei Jahre lang bei der Firma Merck, Darmstadt (Planung und Auswertung klinischer und tierexperimenteller Untersuchungen).
Im Jahr 1973 wurde Jesdinsky zum außerplanmäßigen Professor ernannt, im April 1975 übernahm er den neu geschaffenen Lehrstuhl für Medizinische Statistik und Biomathematik der Universität Düsseldorf und wurde dort Institutsdirektor. Er war ein Fachmann für Epidemiologie und die Konzeption klinischer Studien.
Jesdinsky war als Gutachter unter anderem für das Bundesgesundheitsamt und die Deutsche Forschungsgemeinschaft tätig. Er war außerdem in zahlreichen Fachorganisationen tätig, insbesondere in der Deutschen Gesellschaft für Medizinische Dokumentation, Informatik und Statistik (GMDS), die ihn posthum zum Ehrenmitglied ernannte.
Hans Joachim Jesdinsky kam bei einer Bergwanderung durch einen Sturz ums Leben.
Er lebte in Neuss, war der Vater von acht Kindern, unter anderem des Malers Bertram Jesdinsky und der Sopranistin Clementine Jesdinsky.